# マルレンゴ
マルレンゴ（伊: Marlengo ; 独: Marling マルリング）は、イタリア共和国トレンティーノ＝アルト・アディジェ州ボルツァーノ自治県にある、人口約2,800人の基礎自治体（コムーネ）。

## 地理

### 位置・広がり
ボルツァーノ自治県西部、ブルグラヴィアート（ブルクグラーフェンアムト）地方 (Burggrafenamt) に属するコムーネ。メラーノから南南西へ約2km、県都ボルツァーノから北西へ約24km、州都トレントから北へ約64kmの距離にある。

#### 隣接コムーネ
隣接するコムーネは以下の通り。
- チェルメス
- ラグンド
- ラーナ
- メラーノ
- パルチーネス

### 地勢
- 川: アディジェ川

## 住民

### 言語
| 言語集団調査（2011年） | 言語集団調査（2011年） | 言語集団調査（2011年） | 言語集団調査（2011年） | 言語集団調査（2011年） |
| ---------------------- | ---------------------- | ---------------------- | ---------------------- | ---------------------- |
|                        |                        |                        |                        |                        |
| ドイツ語               | ドイツ語               |                        | 86.41%                 | 86.41%                 |
| イタリア語             | イタリア語             |                        | 13.41%                 | 13.41%                 |
| ラディン語             | ラディン語             |                        | 0.17%                  | 0.17%                  |

2011年に行われた、住民がドイツ語・イタリア語・ラディン語のいずれの「言語集団」に属するかの調査によれば（ボルツァーノ自治県#言語集団調査参照）、住民の約86%がドイツ語話者、約13%がイタリア語話者である。

## 姉妹都市
- ゲルンハウゼン、ドイツ
- Kals am Großglockner、オーストリア